# Списки городовых воевод XVII столетия
Основная статья: Воевода
Списки городовых воевод  XVII столетия — полное название монографии: списки городовых воевод и других лиц воеводского управления Московского государства в XVII столетии по напечатанным правительственным актам. 
При изучении исторических документов для написания материала по дворянскому роду Шереметьевых русский историк, геральдист и генеалог, член Археографической комиссии (1883–1909) Александр Платонович Барсуков, изучая множество  документов, взял за правило выписывать и систематизировать встречающиеся в государственных актах городовых воевод, в результате чего накопился внушительный объём материала, который лёг в основу монографии. В этом научном труде, приводится список городовых воевод и других лиц воеводского управления в период от воцарения Михаила Фёдоровича Романова до начала реформ Петра I Алексеевича, когда повсеместно вводились воеводские должности вместо наместников, с указанием городов и областей несения службы.
Ещё при Иване IV Васильевиче Грозном отмечались воеводы, но рядом с наместником, а также назначались воеводы во вновь завоёванные города (Полоцк, Казань, Астрахань и другие). В начале XVII века (1600-1612) городовые воеводы упомянуты в 120 городах московского государства и лишь с воцарением Михаила Фёдоровича (1613), воеводское управление стало общим учреждением для всей России. Наместники, как правители, больше не упоминаются, их заменили воеводы, сосредоточив в своих руках всю правительственную деятельность в управлении городов и областей.
В монографии даются хронологические списки воевод и лиц воеводского управления по городам (стр.1 – 288). Списки расположены в алфавитном порядке с указанием источников. Встречается множество биографических отметок: о смерти (65 воевод, из них 47 по Сибирским городам), показаны убитыми (2 воеводы в бунт Емельяна Пугачёва, 2 воеводы от изменников), пленение (4 воеводы), болящие и раненые (5 воевод), казни, царской опалы, ссылки, тюремного заключения (9 воевод), обвинённые в преступлениях (2 воеводы), отрешение от мест (4 воеводы) и иные пометы. В книге введена особая рубрика — Прозвания (прозвища), присвоенные некоторым воеводам, указанных в списках.
Археографическая комиссия постановила напечатать данный труд (протокол от 23 января 1901, статья № VII).

## Критика
А.П. Барсуков не ставил перед собой задачу полное отражение городовых воевод, а выписывал только встречающиеся в государственных актах, поэтому нельзя говорить о полном списке воевод по городам и областям. В труде приводятся даты нахождения в воеводской должности, но это обозначает только то, что данный воевода в этот промежуток времени, по имеющимся напечатанным актам, было в том городе воеводою и иной исторический документ может дополнить, что это лицо было воеводой в том городе раньше или позже указанного срока. Указание городов показаны в старых и новых названиях, на время выхода труда, что может отличаться от современных (переименованных) названий городов, губерний и уездов.

## Актуальность
Содержание труда является фундаментальным справочным пособием для историков и генеалогов, исследователей отдельных дворянских родов и составителей биографий и биографических словарей, а также краеведов интересующихся историей городов и уездов. Даёт представление о царском дворе и его высшем сословии. Представляет ономастику дворянских родов и их правописание встречающихся в исторических документах. Указанные фамилии воевод относятся к столбовому дворянству, а также при их сопоставлении информируют об угасших родах и родах утерявших дворянский титул. Данная монография в настоящее время является единственным, своего рода, энциклопедическим справочником воевод московского государства за целое XVII столетие.

## Список воевод
Вынесен в список Проект:История России/Списки/Список городовых воевод XVII столетия